# Òscar Punyetes
Òscar Punyetes (originalment, Òscar Punyetes, la Penya merdetes i altres cabretes) és un grup musical d'Alcoi d'estil cançó freak que es caracteritza per les seues lletres humorístiques i iròniques. Òscar Punyetes han fet de la manca de virtuosisme un valor en les seues cançons al servei de l'humor i la diversió. Els seus integrants originals, alcoians tots ells, eren: Òscar, Toni i Carlos. A més, altres cabretes col·laboraven de forma esporàdica tant en la composició com la realització de les lletres, així com la gravació d'algunes de les cançons dels dos àlbums llançats al món els anys 1998 i 2004. Així, caldria recordar a Xiwi, Pera, Ximo o David.
El primer àlbum va ser creat a partir de l'enregistrament directe de veus, ritmes i música amb un radiocasset, sense cap mena de mitjà professional, al "quartet del material" dels locals parroquials del barri de Santa Rosa d'Alcoi, entre objectes múltiples d'intendència i acampada d'una agrupació juvenil de la zona. Val a dir que aquesta música, des dels seus inicis mai ha tingut cap finalitat comercial ni lucrativa. Tant les lletres com els ritmes són fruit del temps de lleure dels diferents integrants i col·laboradors, que passaven les hores per pura diversió generant lletres d'estil freak.
Al segon disc es van introduir de manera generalitzada arranjaments i efectes postprocessats digitalment, a nivell no professional. És un àlbum que combina l'esperit de crítica social amb un toc més intimista en algunes de les seves cançons. És per això que es van editar únicament nou temes en el que seria l'àlbum de comiat dels membres del grup, per qüestions d'incompatibilitat horària un cop tancada l'etapa universitària d'alguns d'ells.
Certament és destacable la col·laboració esporàdica de la cantant Neus Ferri, familiar d'un dels pals de paller del grup. Amb el temps, ella sí es convertiria en professional de la música, arribant a ser integrant i finalista de la primera edició del programa La Voz, en el qual va formar part de l'equip de Melendi, i que impulsaria la seva trajectòria artística de forma definitiva.
L'any 2024, el 25 de desembre, amb motiu del vintè aniversari del darrer àlbum, Òscar i David han volgut retre un humil homenatge a l'estil freak musical creant un nou àlbum, Òscar Punyetes: Reloaded (2024), farcit de noves versions d'alguns dels temes anteriors i creant-ne en exclusiva d'altres nous, seguint la mateixa línia de revisió política, econòmica i social. Tanmateix, ho han fet llençant al món versions en diferents llengües i fent ús de les darreres eines de creació musical digital així com intel·ligència artificial, donada la seva manca absoluta de formació musical i vocal.
La música d'Òscar Punyetes es distribueix lliurement per Internet a través de diferents canals creats per ells mateixos, sempre sense ànims de lucre, amb llicència Creative Commons així com un canal de Youtube personal, no monetitzat, d'un dels col·laboradors.

## Discografia
- Pis a València, molta prudència i poca decència (1998)
- El segon disc (2004)
- Òscar Punyetes: Reloaded (2024)